# Spirobolus luctuosus
Spirobolus luctuosus är en mångfotingart som beskrevs av Peters 1855. Spirobolus luctuosus ingår i släktet Spirobolus och familjen Spirobolidae. Inga underarter finns listade i Catalogue of Life.